# Joseph Gabriel du Rosaire
José Gabriel del Rosario, surnommé el cura gaucho (le curé gaucho), né le 16 mars 1840 et décédé le  26 janvier 1914, est un prêtre catholique argentin, connu pour avoir été le curé d'une vaste paroisse qu'il su transformer, notamment par l'évangélisation, l'éducation et les soins pour les lépreux. Il fonda aussi une maison d'exercices spirituels qui connut un rayonnement à travers la région. Il est vénéré comme saint par l'Église catholique.
Il est fêté le 16 mars.

## Biographie

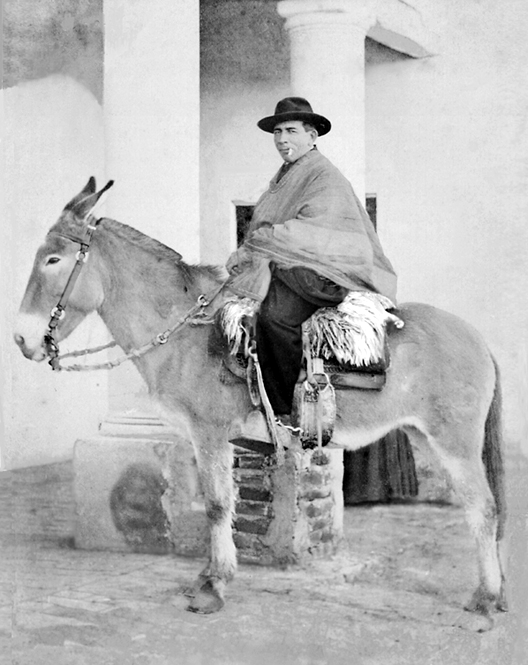
José Gabriel Brochero sur son âne, vers 1875.

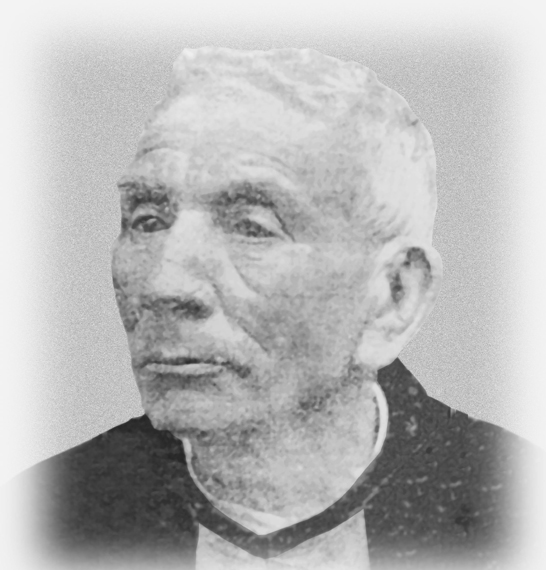
Bronchero vieux et malade, atteint par la lèpre, vers 1910.

Il est né le 16 mars 1840 à Carreta Quemada, près de Santa Rosa de Río Primero, en Argentine. Il est le quatrième enfant dans une famille de dix enfants. Le 5 mars 1856, il entre au Séminaire Notre-Dame de Lorette et en 1858 à l'Université nationale de San Carlos, où il rencontre le futur président d'Argentine, Miguel Juárez Celman, avec lequel il liera une amitié très forte. 
À l'âge de 26 ans, il est ordonné prêtre, en 1866. Le 10 décembre de la même année, il célèbre sa première messe. À partir de l'année suivante, il s'occupe des malades et des mourants ayant contracté le choléra qui fit des ravages dans la ville de Cordoba. 
Par la suite, le cura gaucho est nommé à la paroisse de Villa del Transito. Là, organisation de la région, évangélisation, soin des malades et autres activités pastorales sont son programme. Il parcourt sa vaste paroisse (de plusieurs milliers de kilomètres carrés) à dos d'âne. Il prêche, célèbre la messe, fait l'éducation aux enfants et vient en aide aux malades qui sont sans ressources. 
Il visite même les villages les plus reculés dans la montagne. Il aide les paysans et pour leur faciliter la tâche, il obtient des autorités la construction d'aqueducs au-dessus des fleuves et de routes pour les coins les plus reculés de la montagne.
Il fondera par la suite une maison d'exercices spirituels et organisera des retraites qui connaîtront un rayonnement dans toute la région. Plusieurs centaines de milliers de personnes assisteront à ses retraites. La fin de sa vie est marquée par la douleur et la maladie, après avoir contracté la lèpre auprès des malades qu'il soignait. Il meurt avec une grande réputation de sainteté le 26 janvier 1914 à Villa del Transito.

## Béatification et canonisation

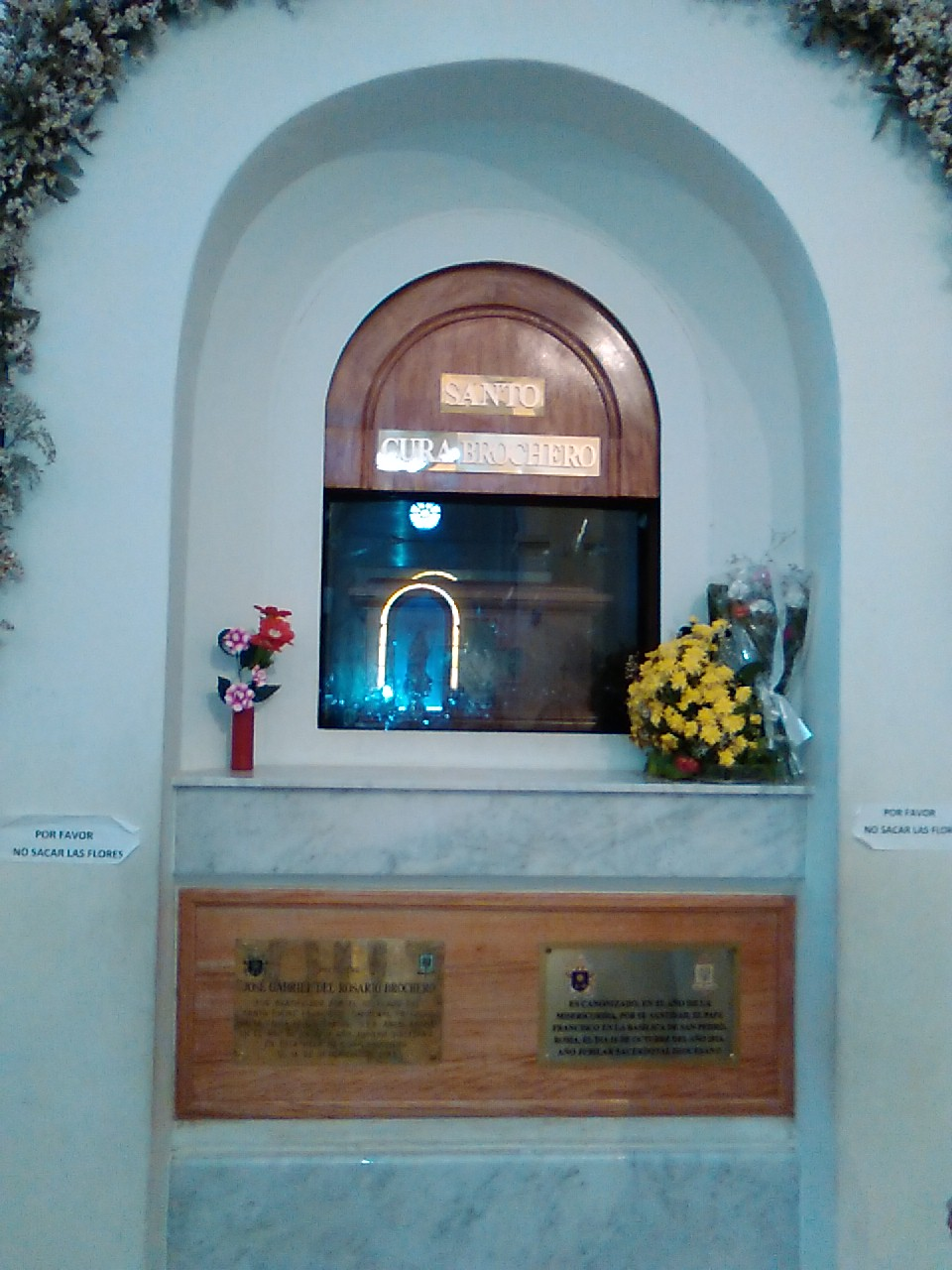
Tombe du curé Brochero exposée à la vénération des fidèles.

C'est en 1968 que s'ouvre la cause en béatification et canonisation du Cura Brochero dans le diocèse de Cordoba. Après l'enquête diocésaine, la cause est envoyée à Rome pour y être étudiée par la Congrégation pour les causes des saints. Le 19 avril 2004, le pape Jean-Paul II reconnaît l'héroïcité de ses vertus et lui attribue donc le titre de vénérable.
Après la reconnaissance par le Saint-Siège d'un miracle obtenu par son intercession, il est proclamé bienheureux le 14 septembre 2013 au cours d'une cérémonie célébrée par le cardinal Angelo Amato à Villa Cura Brochero.
Un second miracle ayant été reconnu comme authentique, il est proclamé saint le 16 octobre 2016 au cours d'une cérémonie de canonisation célébrée par le pape François sur la place Saint-Pierre, à Rome, devant plusieurs centaines de milliers de fidèles.

## Fête
Il est commémoré le 16 mars selon le Martyrologe romain.

## Filmographie
- Le film biographique El Cura gaucho (1941) s'inspire de l'histoire de sa vie; l'acteur Enrique Muiño y interprète son personnage.

### Liens Externes
- Ressource relative à la religion :   - GCatholic.org
- Notice dans un dictionnaire ou une encyclopédie généraliste :   - Treccani
- Notices d'autorité :   - VIAF
  - ISNI
  - LCCN
  - GND
  - Pays-Bas
  - Argentine
  - WorldCat
- Sur les traces du « curé gaucho », le premier saint argentin « pur jus », portail catholique suisse
- Trois biographies du cura Brochero, journals.openedition.org